# صهر نطاقي

رسم توضيحي يظهر التنقية المناطقية.

رسم توضيحي يظهر عملية الصهر النطاقي؛ يتحرك السائل من اليسار إلى اليمين خلال الانصهار أثناء عملية نمو البلورة في نطاق التعويم.

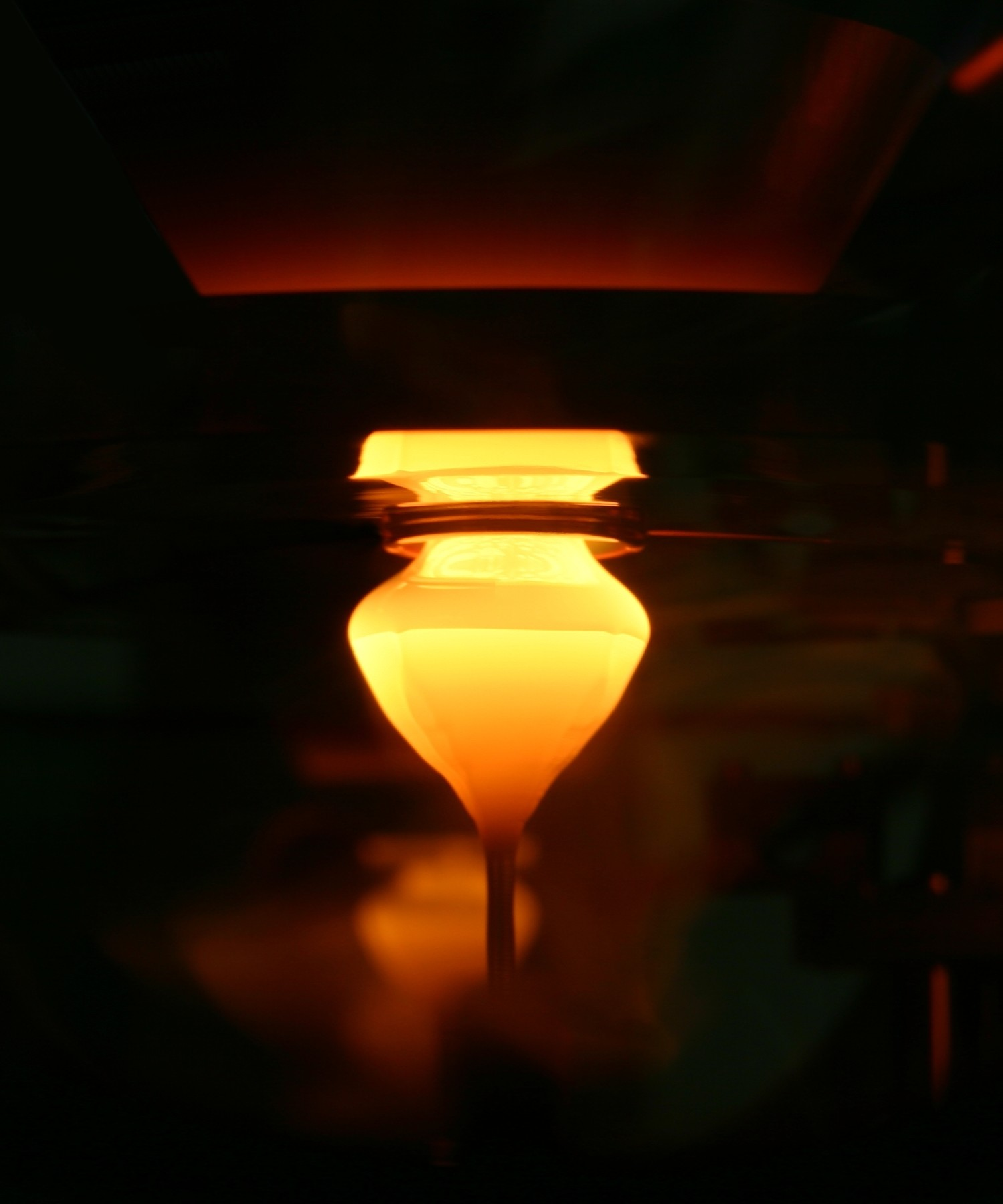
بلورة السيليكون في بداية عملية النمو

الصهر النطاقي أو التنقية المناطقية (يطلق عليه أيضاً: التطويف النطاقي، التنقية النطاقية) هو مجموعة من الطرق والعمليات المستخدمة من أجل إنتاج بلورات أحادية عالية النقاوة. تستخدم هذه العملية بشكل كبير في صناعة أشباه الموصلات في مجال الترانزستور.
طورت هذه العملية من قبل وليام غاردنر بفان (بالإنجليزية: William Gardner Pfann)‏ في مختبرات بل بين سنتي 1950 و 1951. استخدمت هذه العملية في البداية من أجل الحصول على عنصر الجرمانيوم عالي النقاوة، بعد ذلك أصبح بالإمكان تطبيق العملية على أي نظام محلول-مُحلّ لديه فرق معتبر في التركيز بين الطورين الصلب والسائل عند التوازن.

## المبدأ
يعتمد مبدأ الصهر النطاقي على حقيقة أن الشوائب تميل للوجود في الحالة المنصهرة منها في الحالة الصلبة، بالتالي فإنه في حالة وجود توازن بين الطورين السائل والصلب، فإن الشوائب تنتقل من الحالة الصلبة إلى الحالة السائلة.
على سبيل المثال ففي السيليكون تبلغ قيمة معامل التوزيع بالنسبة للبورون 0.8، في حين أنها للحديد 0.000007، بالتالي فإن البورون يصعب عزله عن السيليكون، على العكس من الحديد، الذي يسهل فصله.

## وصف الطريقة
تمرر بلورة مخلقة من خلال مقطع ضيق في الفرن بشكل بطيء، بحيث تنصهر منطقة صغيرة من المكورة دوماً، بالتالي فإن الشوائب ستتجمع وتنعزل في نهاية الصبة. بسبب عدم وجود شوائب كثيرة في المنطقة المتبقية والتي تتصلب، فإن المكورة المنصهرة يمكن أن تنمو كبلورة أحادية تامة، في حال وجود بذرة بلورة Seed crystal عند القاعدة من أجل تحفيز نمو موجّه للبلورة. تعاد هذه العملية وتكرر في حال الرغبة في الحصول على نقاوة عالية جداً، كما تتطلب صناعة أشباه الموصلات.
يمكن إجراء عملية إشابة متجانسة في البلورة الأحادية بعملية تسمى تسوية نطاقية، حيث توزع الشائبة المواد وضعها بشكل متجانس على طول المادة النقية، التي تكون موجودة على هيئة بلورة أحادية. تستخدم هذه الطريقة في صناعة أشباه موصلات الصمامات الثنائية، فعلى سبيل المثال، بعد الحصول على صبة عالية النقاوة من الجرمانيوم بأسلوب التنقية النطاقية، تضاف كمية قليلة من الأنتيموان في المنطقة المنصهرة، حيث تتوزع هذه الكمية مع مراعاة استخدام معدل تسخين ملائم.